# Bonte neushoornvogel
De bonte neushoornvogel (Anthracoceros albirostris) is een neushoornvogel die voorkomt in India en Zuidoost-Azië.

## Kenmerken
De bonte neushoornvogel is 75 cm lang; een middelgrote, zwart-witte neushoornvogel. De rug, nek en de kop zijn zwart, de buik is wit en de onderkant van de staart is wit, behalve de middelste staartpennen. In vlucht heeft de vogel zwarte vleugels met een witte rand (de toppen van de hand- en armpennen). De bovenkant van de staart is zwart. De bonte neushoornvogel onderscheidt zich van de zwarte neushoornvogel door zwarte vlekken op de "hoorn" van de bovensnavel, witte buik en witte rand op de vleugels en de witte onderstaart.

## Leefwijze
Het voedsel bestaat uit wilde vijgen, ander fruit en verder kleine hagedissen, kikkers en grote insecten.

## Verspreiding en leefgebied
De bonte neushoornvogel komt voor in India, Bangladesh, Bhutan, Nepal, Tibet, Myanmar, Thailand, Malakka, Grote Soenda-eilanden, Cambodja, Laos en Vietnam. Het leefgebied is vochtig laagland regenwoud en secundair bos van nul tot op 1200 m boven de zeespiegel. In Borneo komt de bonte neushoornvogel vooral voor op eilanden, in secundair bos en in bos langs rivieren.
De soort telt twee ondersoorten:
- A. a. albirostris: van India tot zuidelijk China, Indochina en noordelijk Malakka.
- A. a. convexus: zuidelijk Malakka, de Grote Soenda-eilanden en de nabijgelegen eilanden.

## Status
De grootte van de populatie is niet gekwantificeerd maar de soort wordt omschreven als de meest algemene Aziatische neushoornvogel. Op de Rode lijst van de IUCN heeft deze soort de status niet bedreigd.

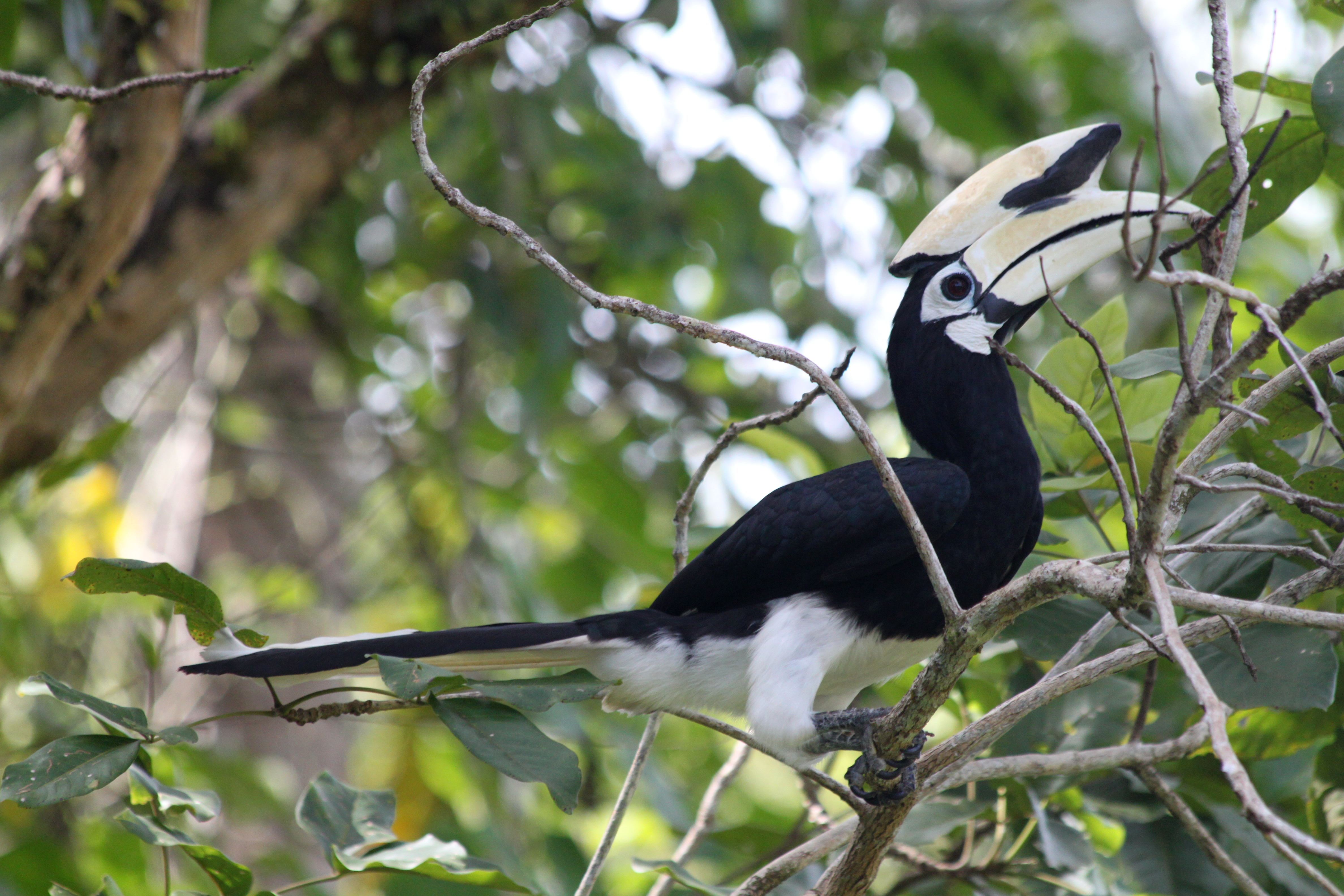
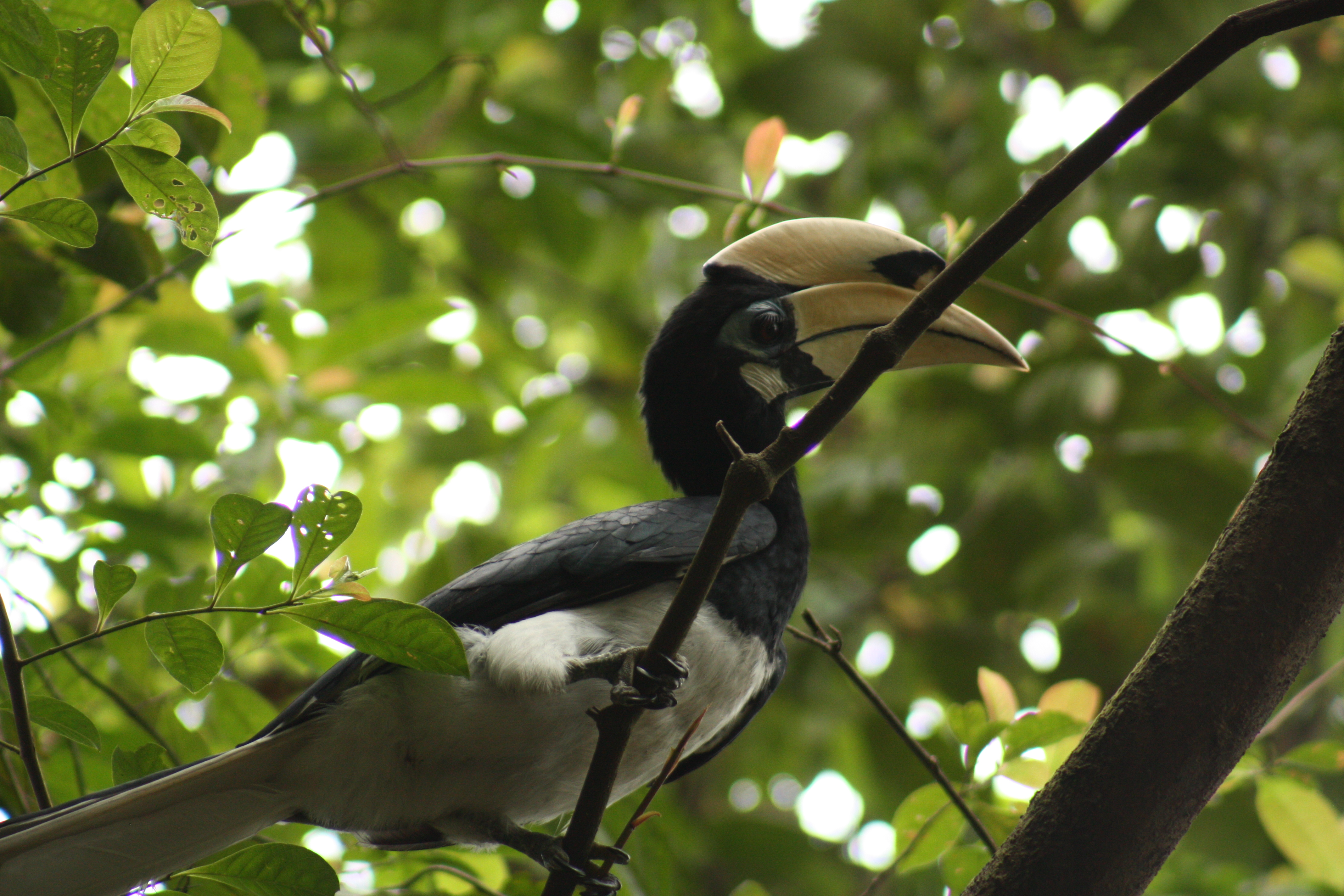
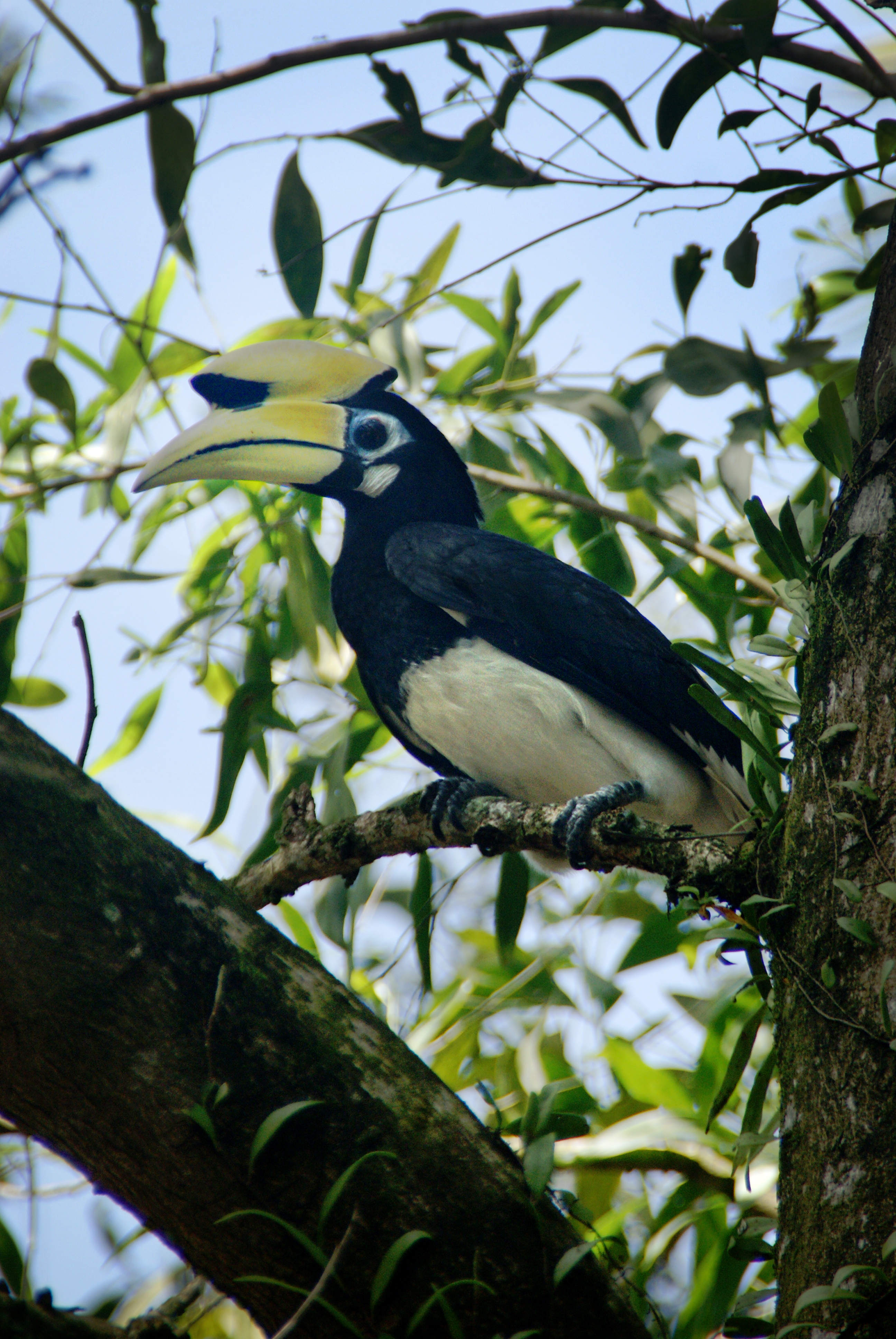
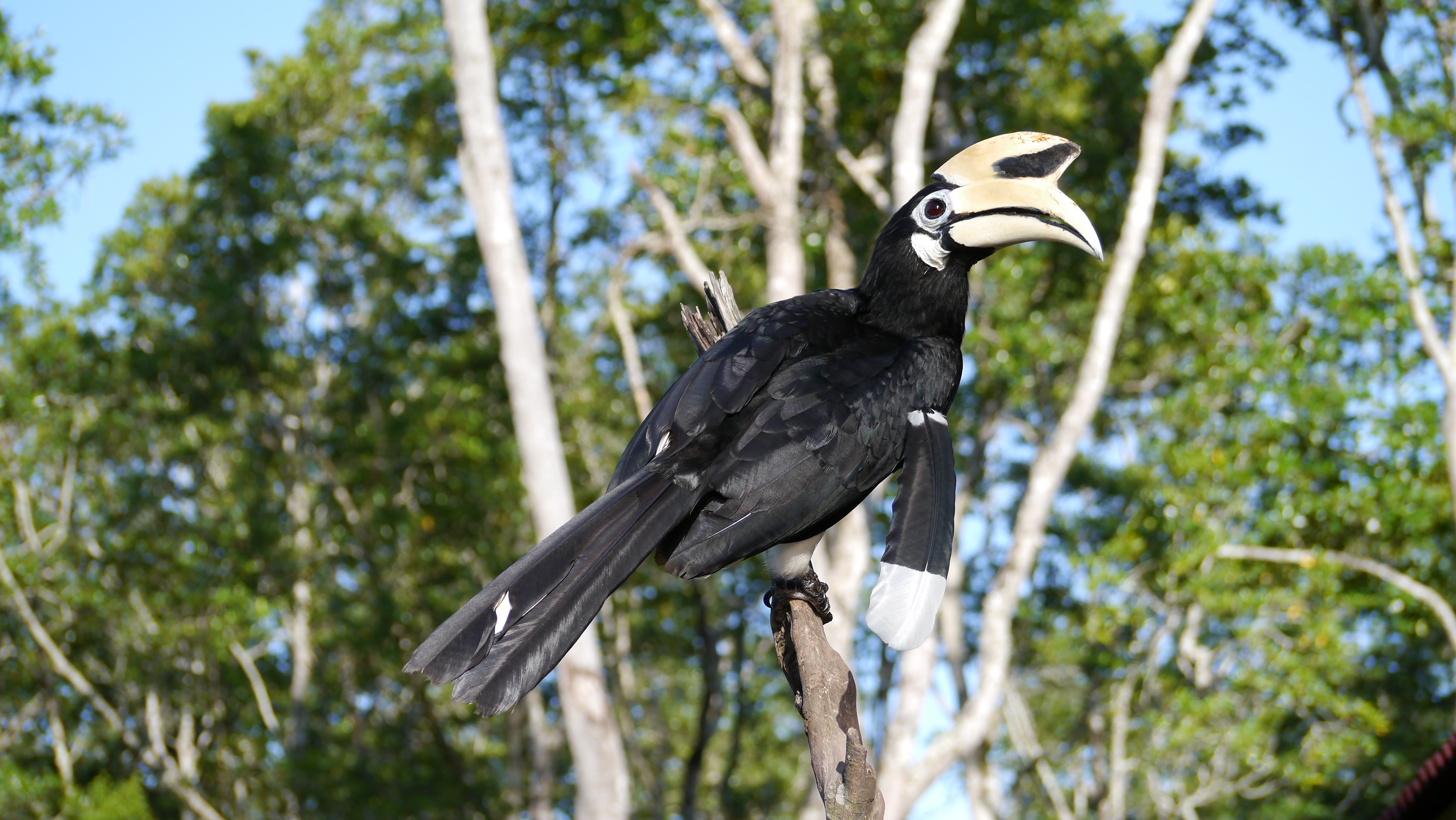